# Eois necula
Eois necula är en fjärilsart som beskrevs av Druce 1892. Eois necula ingår i släktet Eois och familjen mätare. Inga underarter finns listade i Catalogue of Life.